# اووکلی (کانزاس)
اووکلی (به انگلیسی: Oakley) شهری در ایالت کانزاس کشور ایالات متحده آمریکا است که جمعیت آن در سرشماری سال ۲۰۱۰ میلادی، ۲٬۰۴۵ نفر بوده‌است.